# الاستجابة لوباء فيروس إيبولا في غرب أفريقيا
استجابت المنظمات من جميع أنحاء العالم لوباء فيروس إيبولا في غرب أفريقيا. عقدت منظمة الصحة العالمية اجتماعًا طارئًا مع وزراء الصحة من أحد عشر بلدًا في يوليو 2014، وأعلنت عن التعاون بشأن استراتيجية لتنسيق الدعم التقني لمكافحة الوباء. وأُعلن في أغسطس أن التفشي يمثل حالة طوارئ دولية للصحة العامة ونشروا خارطة طريق لتوجيه الاستجابة الدولية للتفشي وتنسيقها، بهدف إيقاف انتقال الإيبولا في جميع أنحاء العالم في غضون 6-9 أشهر. أعلن مجلس الأمن التابع للأمم المتحدة في سبتمبر أن تفشي فيروس الإيبولا في منطقة غرب أفريقيا الفرعية يشكل «تهديدًا للسلم والأمن الدوليين»، وتبنى بالإجماع قرارًا يحث الدول الأعضاء في الأمم المتحدة على تأمين المزيد من الموارد لمكافحة تفشي المرض. ذكرت منظمة الصحة العالمية أن تكلفة مكافحة الوباء ستكون مليار دولارًا بالحد الأدنى.
تعهدت المجموعة الاقتصادية لدول غرب أفريقيا ومجموعة البنك الدولي بتقديم أموال للمساعدات، وأعلن برنامج الأغذية العالمي عن خطط لتعبئة المساعدات الغذائية لما يُقدر بنحو مليون شخص يعيشون في مناطق مقيدة الوصول. قدم عدد من منظمات غير حكومية المساعدة في الجهود الرامية إلى السيطرة على انتشار الوباء. كانت منظمة أطباء بلا حدود للمساعدات الإنسانية المنظمة الرائدة في الاستجابة للأزمة حتى نهاية سبتمبر، بوجود عدد من مراكز العلاج في المنطقة. وقدمت منظمة ساماريتان بيرس الرعاية المباشرة للمرضى والدعم الطبي في ليبيريا. وتعهدت الكثير من الدول والمنظمات الخيرية والمؤسسات والأفراد بتقديم المساعدة للسيطرة على الوباء.
تجري استجابة دولية ضخمة للأزمة اعتبارًا من سبتمبر 2014. تؤدي بعثة الأمم المتحدة للاستجابة الطارئة للإيبولا مهمة التخطيط والتنسيق الشاملين وتوجيه جهود وكالات الأمم المتحدة والحكومات الوطنية وغيرها من الجهات الفاعلة الإنسانية إلى المناطق الأشد حاجة لها.
وصف محررو مجلة تايم العاملين في مجال الرعاية الصحية ضد الإيبولا بأنهم «أولئك الذين لبوا النداء»، واختاروهم في ديسمبر ليكونوا شخصية العام. قالت المحررة نانسي غيبس: «يمكن لباقي العالم النوم ليلًا لأن مجموعةً من الرجال والنساء على استعداد للوقوف والقتال. بفضل أفعالهم الشجاعة والرحيمة الدؤوبة، وإعطائهم العالم الوقت لتعزيز دفاعاته، ومخاطراتهم ومثابرتهم وتضحياتهم وإنقاذهم، فإن محاربي الإيبولا هم شخصية العام لمجلة تايم 2014». خُصت كل من منظمة أطباء بلا حدود وساماريتان بيرس بالذكر بصفتهما منظمتين استجابتا في وقت مبكر جدًا من الوباء من خلال عمال متفانين بشكل خاص والذين عملوا جنبًا إلى جنب مع مقدمي الرعاية المحليين.

## الأمم المتحدة

### بعثة الأمم المتحدة للاستجابة الطارئة للإيبولا
أعلن مجلس الأمن التابع للأمم المتحدة في 18 سبتمبر 2014 أن تفشي فيروس الإيبولا في منطقة غرب أفريقيا الفرعية يشكل «تهديدًا للسلم والأمن الدوليين». تبنى مجلس الأمن بالإجماع قرار مجلس الأمن التابع للأمم المتحدة رقم 2177، الذي حث الدول الأعضاء في الأمم المتحدة على تأمين المزيد من الموارد لمكافحة التفشي. كان هذا القرار هو الأول من نوعه في تاريخ مجلس الأمن لمعالجة أزمة للصحة العامة. دعمته 131 دولة، وهو ما يجعله - وفقًا لسفيرة الولايات المتحدة لدى الأمم المتحدة سامانثا باور – القرار الأكثر تأييدًا على نطاق واسع من بين 2176 قرارًا لمجلس الأمن منذ 1945. بناءً عليه، أنشأ مجلس الأمن التابع للأمم المتحدة أول بعثة للأمم المتحدة على الإطلاق لحالة طوارئ للصحة العامة، وهي بعثة الأمم المتحدة للاستجابة الطارئة للإيبولا، ذات مهمة أساسية متمثلة بتنسيق الموارد الهائلة لوكالات الأمم المتحدة بهدف مكافحة الوباء بقيادة منظمة الصحة العالمية. وقال الدكتور ديفيد نابارو، المنسق الأول للأمين العام للأمم المتحدة: «يتطلب هذا التفشي غير المسبوق استجابة غير مسبوقة. تضاعف عدد الحالات في هذه البلدان خلال الأسابيع الثلاثة الماضية. لمواجهة ذلك، يجب زيادة الاستجابة بمقدار 20 ضعفًا عما هي عليه اليوم».
كانت بعثة الأمم المتحدة للاستجابة الطارئة للإيبولا قد كُلفت بتنسيق جميع الجهات الفاعلة ذات الصلة في الأمم المتحدة من أجل ضمان استجابة سريعة وفعالة وكفؤة ومتسقة لأزمة الإيبولا. يتمثل هدف البعثة بالعمل مع الآخرين لوقف تفشي الإيبولا. ستعمل البعثة عن كثب مع الحكومات والجهات الفاعلة الإقليمية والدولية، مثل الاتحاد الأفريقي والمجموعة الاقتصادية لدول غرب أفريقيا، ومع الدول الأعضاء في الأمم المتحدة والقطاع الخاص والمجتمع المدني. ستكون أكرا في غانا قاعدة للبعثة، مع وجود فرق في غينيا وليبيريا وسيراليون. تفصّل وثيقة صادرة عن الجمعية العامة للأمم المتحدة في 24 سبتمبر 2014، تحت عنوان تقرير الأمين العام عن بعثة الأمم المتحدة للاستجابة الطارئة للإيبولا ومكتب المبعوث الخاص المعني بالإيبولا (A/69/404)، المهمة المقترحة للبعثة وميزانيتها وهيكلها.

### منظمة الصحة العالمية
عقدت منظمة الصحة العالمية اجتماعًا إقليميًا فرعيًا طارئًا في يوليو 2014 مع وزراء الصحة من أحد عشر بلدًا في أكرا في غانا للتصدي لتفشي فيروس الإيبولا الجاري في غرب أفريقيا. أعلنت دول غرب أفريقيا في 3 يوليو عن تعاونها بشأن استراتيجية جديدة، وإنشاء مركز إقليمي فرعي تابع لمنظمة الصحة العالمية في غينيا «لتنسيق الدعم التقني»؛ دُشّن المركز في كوناكري في 24 يوليو.
زار المدير الإقليمي لمنظمة الصحة العالمية لأفريقيا، لويس سامبو، البلدان المتضررة في الفترة الممتدة من 21 إلى 25 يوليو، واجتمع مع القادة السياسيين ووزراء الصحة والمنظمات غير الحكومية والوكالات الأخرى. شدد على الحاجة إلى «تعزيز تغيير السلوك مع احترام الممارسات الثقافية». اجتمع المدير العام للمنظمة في 24 يوليو مع الوكالات والجهات المانحة في جنيف لتيسير زيادة التمويل والقوى العاملة اللازمة للاستجابة للتفشي. أعلنت منظمة الصحة العالمية ودول غرب أفريقيا في 31 يوليو عن طلب 100 مليون دولارًا من المساعدات للمساعدة على احتواء الوباء.
أعلنت المنظمة التفشي على أنه حالة طوارئ دولية للصحة العامة في 8 أغسطس، بعد مؤتمر للخبراء عُقد عن بُعد واستمر يومين. شددوا في 11 أغسطس على أن نقص الإمدادات والقدرات هو إحدى المشكلات، في حين ازداد الوعي المحلي بالمرض. صدرت مبادئ توجيهية منقحة بشأن كيفية منع انتشار المرض، لتُحدّث مبادئ توجيهية من 2008.
نشرت منظمة الصحة العالمية في 28 أغسطس خارطة طريق لتوجيه الاستجابة الدولية للتفشي وتنسيقها، بهدف إيقاف انتقال الإيبولا الجاري في جميع أنحاء العالم في غضون 6-9 أشهر. أعادت في الوقت نفسه النظر في تقديراتها للتكاليف المتعلقة بالموارد العالمية المطلوبة على مدى الأشهر الستة المقبلة لتصل إلى 490 مليون دولارًا. أفادوا بأنهم «على الأرض ينشئون مراكز لعلاج الإيبولا ويعززون القدرة على إجراء الفحوص المخبرية وتتبع المخالطين والتعبئة الاجتماعية والدفن الآمن والرعاية الصحية غير المتعلقة بالإيبولا» و«يواصلون رصد التقارير عن الحالات الشائعة أو المشتبه بها من البلدان في جميع أنحاء العالم». لا توصي منظمة الصحة العالمية بأي قيود على السفر أو التجارة إلا في الحالات التي يُشتبه فيها بإصابة الأفراد بالإيبولا أو تأكيد إصابتهم بها أو تأكيد اتصالهم بحالات الإيبولا.
أعلن مساعد المدير العام لمنظمة الصحة العالمية، بروس أيلوارد، في 16 سبتمبر أن تكلفة مكافحة الوباء ستبلغ مليار دولار بالحد الأدنى. «نحن لا نعرف إلى أين ستتجه الأرقام في هذا الأمر»، وفقًا لأيلوارد. ظهرت انتقادات شديدة لمنظمة الصحة العالمية من قبل بعض وكالات المعونة لأن استجابتها اعتُبرت بطيئة وغير كافية، وخاصة خلال المرحلة المبكرة من التفشي.